# Hum (Kroatien)
Hum [ˈhuːm] (italienisch Colmo, dt.: Cholm) ist eine Stadt in der westkroatischen Region Istrien, etwa 14 Kilometer von Buzet entfernt.
Die Stadt, in der nur 30 Personen leben, wird als die „kleinste Stadt der Welt“ bezeichnet und ist mit ihrem mittelalterlichen Stadtbild eine Touristenattraktion.

## Geschichte
Bereits zur Zeit des Frühchristentums entstanden auf dem Hügel erste Siedlungen, erbaut auf den Resten noch älterer Burgruinen.
Der Grundriss und das Aussehen des Städtchens wurde im 11. Jahrhundert gelegt, als die Festung und eine erste Reihe an Häusern errichtet wurden. Erstmals urkundlich erwähnt wurde Hum im Jahr 1102 unter dem Namen Castrum Cholm. Zur Zeit Venedigs während des 16. und 17. Jahrhunderts wurden die Mauern erneuert und durch zwei Türme verstärkt.
Hum war in seiner langen Geschichte eines der kulturellen Zentren der Schrift Glagoliza. Diese Schrift wurde in der Gegend um Hum sogar noch bis Anfang des 19. Jahrhunderts verwendet. Die Glagolitische Allee zwischen Roč und Hum erinnert an die Entwicklung der Schrift.
Die Einwohnerzahlen sind seit einigen Jahren ziemlich konstant, sie liegen zwischen 17 und 30 Personen.

## Kommunales
Die Mikrostadt hat einen ehrenamtlichen Bürgermeister, der jährlich neu bestimmt wird: Die Einwohner, die mit der Aktion eines Mitmenschen zufrieden sind, fügen auf dessen Holzstab Kerben hinzu. Wer am Ende eines Jahres die meisten Kerben vorzuweisen hat, wird neuer Amtsträger. Unter seiner Leitung wird dann der ehrenamtliche Gemeinderat gewählt.

## Sehenswürdigkeiten

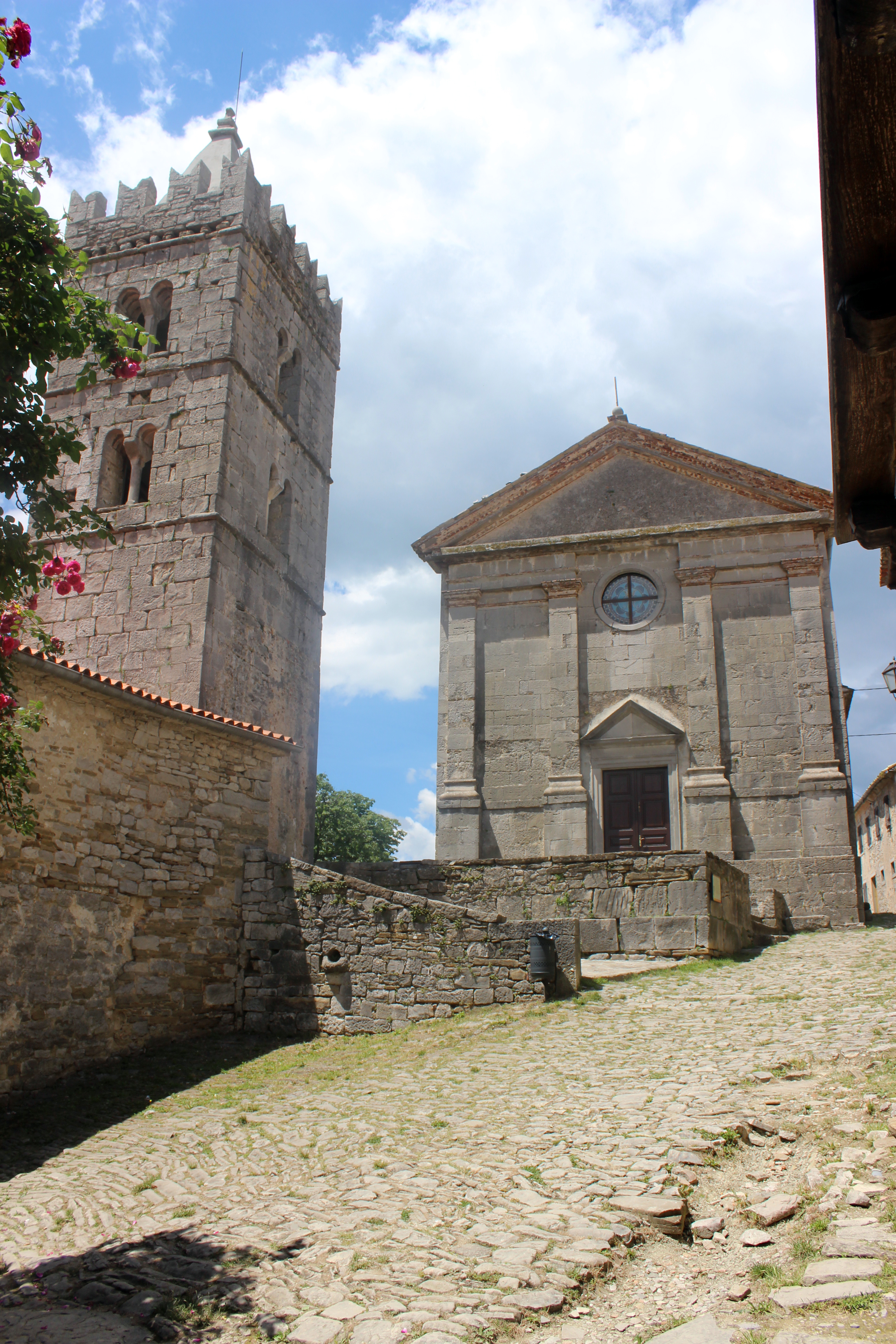
Kirche Maria Himmelfahrt mit Kirchturm

Die barocke Kirche Maria Himmelfahrt wurde 1802 an der Stelle einer älteren aus dem 13. Jahrhundert stammenden und im Jahr 1609 umgebauten Kirche erbaut. Im Kircheninneren befinden sich fünf reichlich geschmückte Marmoraltäre und kostbare Gemälde. Der freistehende Kirchturm wurde 1552 errichtet.
Das zwischen dem 11. und 12. Jahrhundert entstandene Stadttor erhielt seine Form im Jahr 1562. Die zweiflügelige Portaltür aus Kupfer mit den beiden großen Handgriffen und dem Türklopfer wurde 1981 eingebaut.
An einem Steintisch in der Loggia wurde ab dem 16. Jahrhundert über mehrere Jahrzehnte hinweg der Gemeinderat für ein Jahr gewählt. Diese Zeremonie wurde 1997 wieder eingeführt.

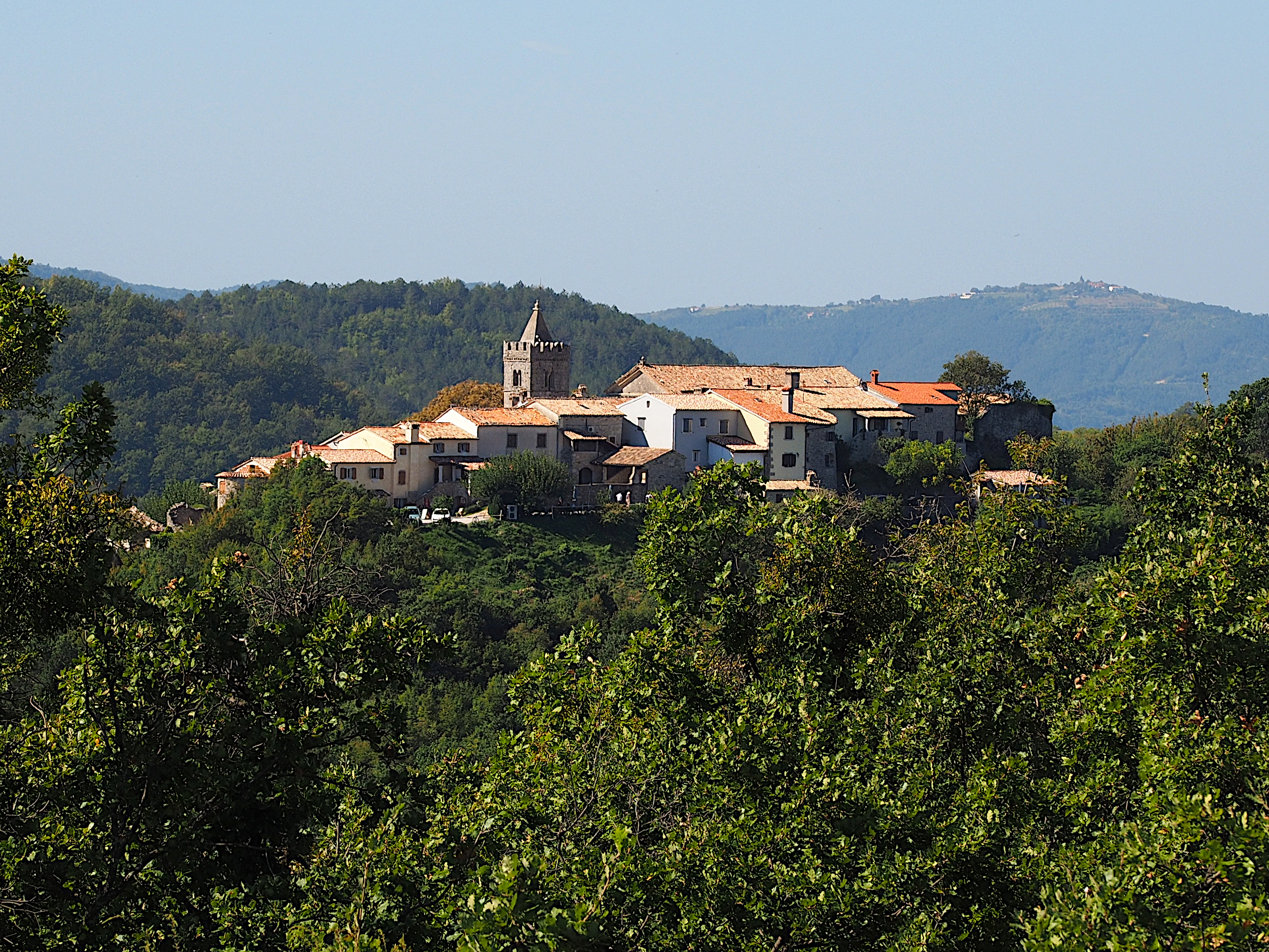
Blick auf Hum

Im Norden außerhalb der Stadtfestung steht die romanische Friedhofskirche des heiligen Hieronymus aus dem 12. Jahrhundert, im Jahr 1904 erneuert. Im Kircheninneren sind die aus der Ursprungsbauzeit erhaltenen Fresken, die unter dem Einfluss der byzantinischen Malerei entstanden sind, sowie mehrere aus dem 12. bis 14. Jahrhundert stammende, in glagolitischer Schrift verfasste Inschriften. Eine Wandtafel aus dem 12. Jahrhundert gilt als eines der ältesten Zeugnisse der glagolitischen Schrift.

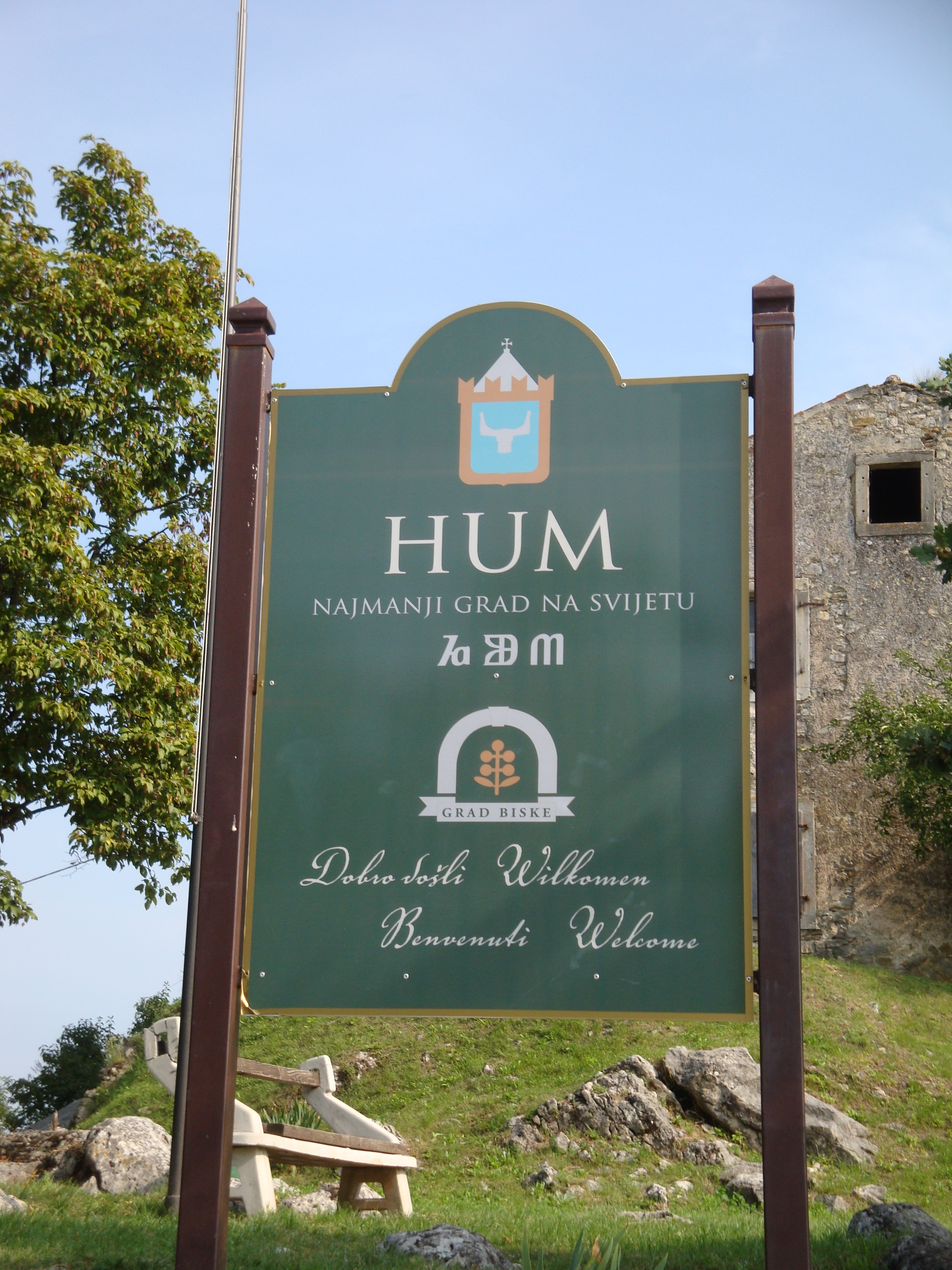
Willkommens-Ortstafel mit dem Hinweis Kleinste Stadt der Welt
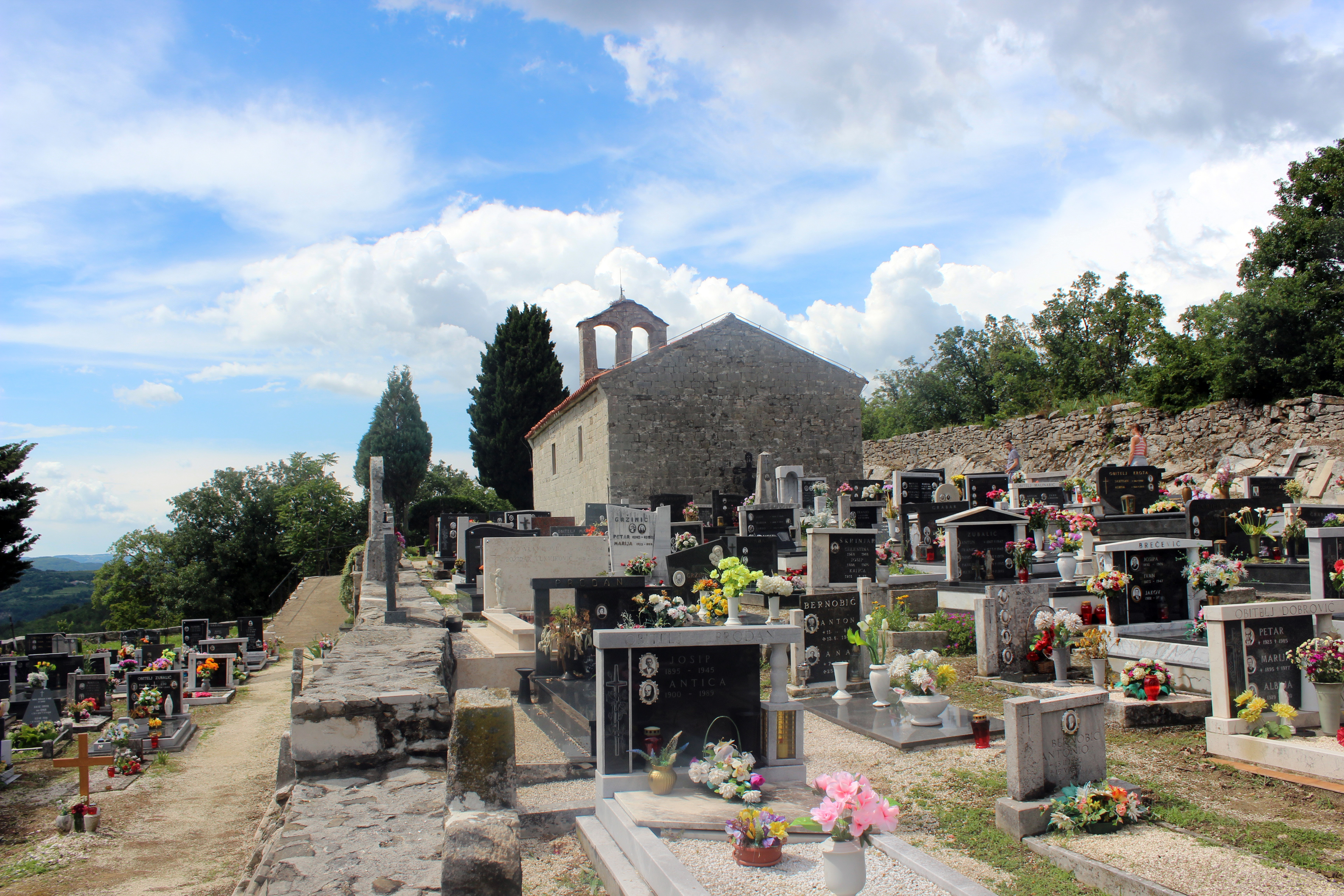
Friedhofskirche des Heiligen Hieronymus
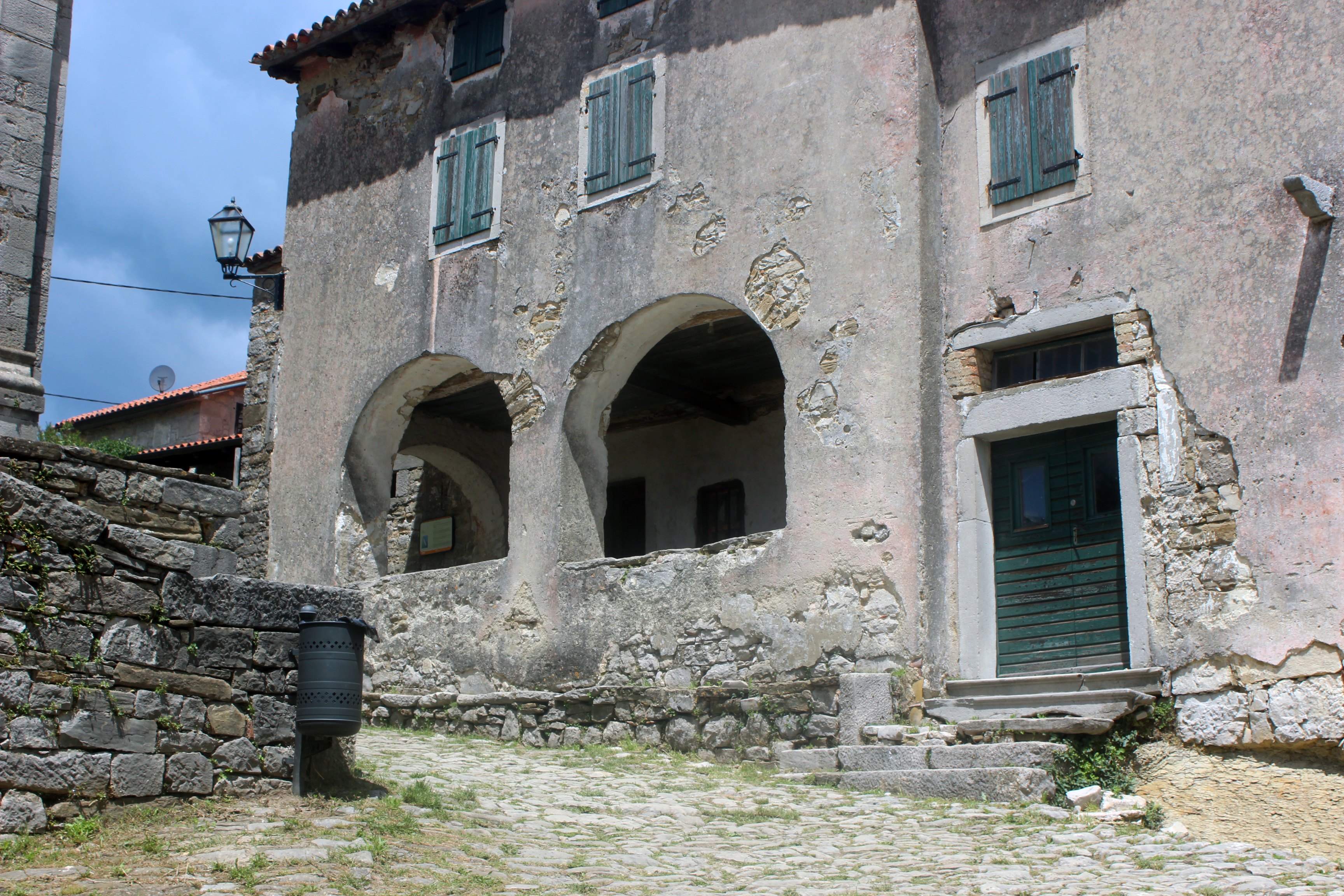
Loggia
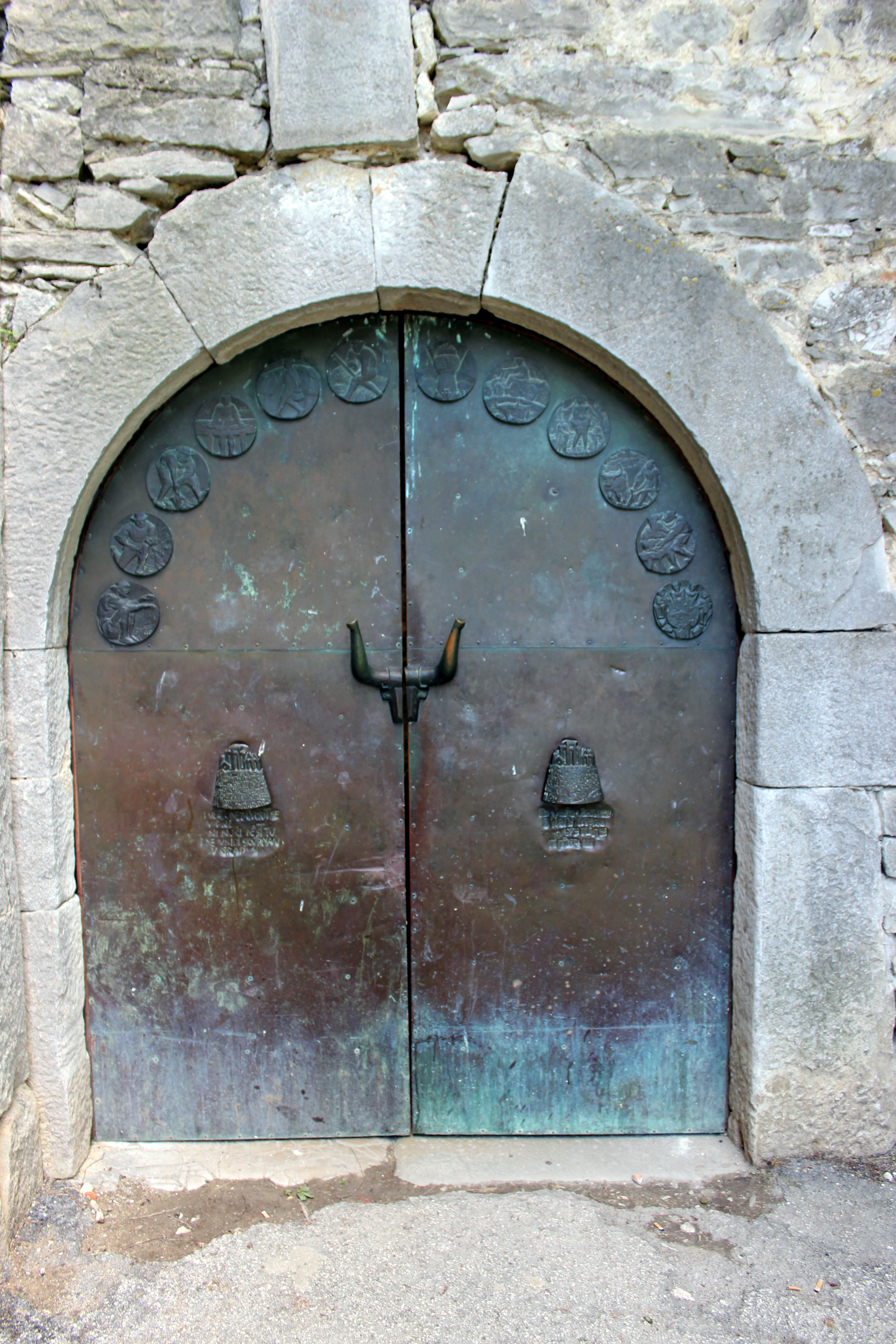
Stadttor
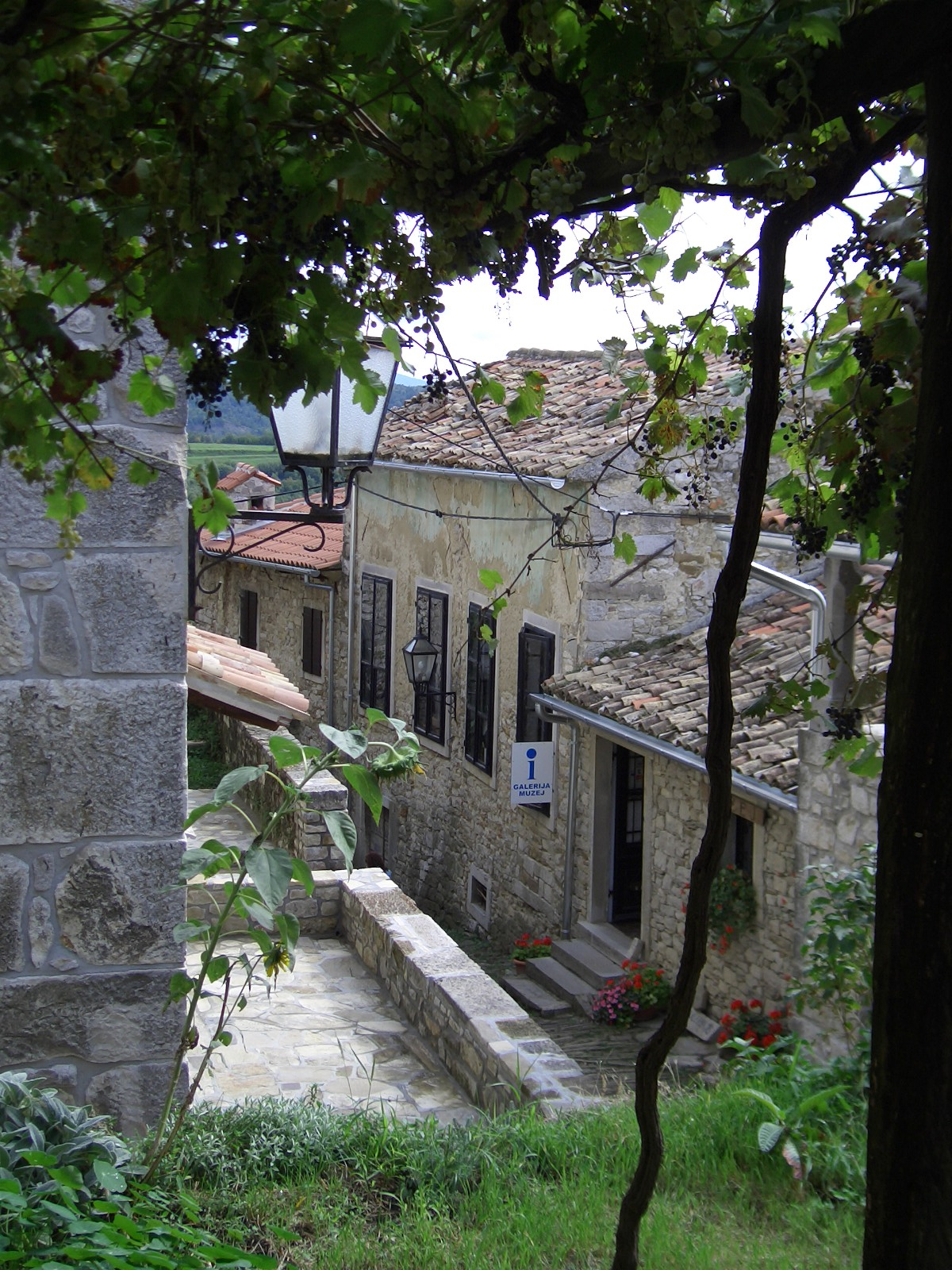
Gasse

## Kulinarisches
Im Humska konoba, dem einzigen Gasthaus des Städtchens, wird auch Biska gebrannt und ausgeschenkt. Das genaue Rezept dieses Tresterbrands, bestehend aus Misteln und vier Kräutern, gilt als streng geheim. Überliefert wird das Rezept, ausgehend  von den keltischen Vorfahren, seit über 2000 Jahren. Dem Biska werden unter anderem heilende Eigenschaften gegen Atherosklerose und hohen Blutdruck nachgesagt.